# Mimi Chakib
Mimi Chakib o Mimi Shakib (en árabe: ميمي شكيب; nacida como Amina Chakib; El Cairo, 25 de diciembre de 1913-Egipto, 20 de mayo de 1983) fue una actriz egipcia de origen Cáucaso que apareció en algunas películas sobre todo en los años 1940 y 1950.
                                                                                                              

## Carrera
Hizo su debut en 1934 y apareció en películas como Nahwa Al-Majd de 1949. Su última aparición en el cine fue en Doa al karawan en 1959 en la que aparecía junto con los actores Faten Hamama y Ahmed Mazhar.
Ella hace un cameo en la película de 1982 An Egyptian Story.

## Muerte
Chakib falleció de leucemia a los 69 años, el 20 de mayo de 1983.